# 家中駅

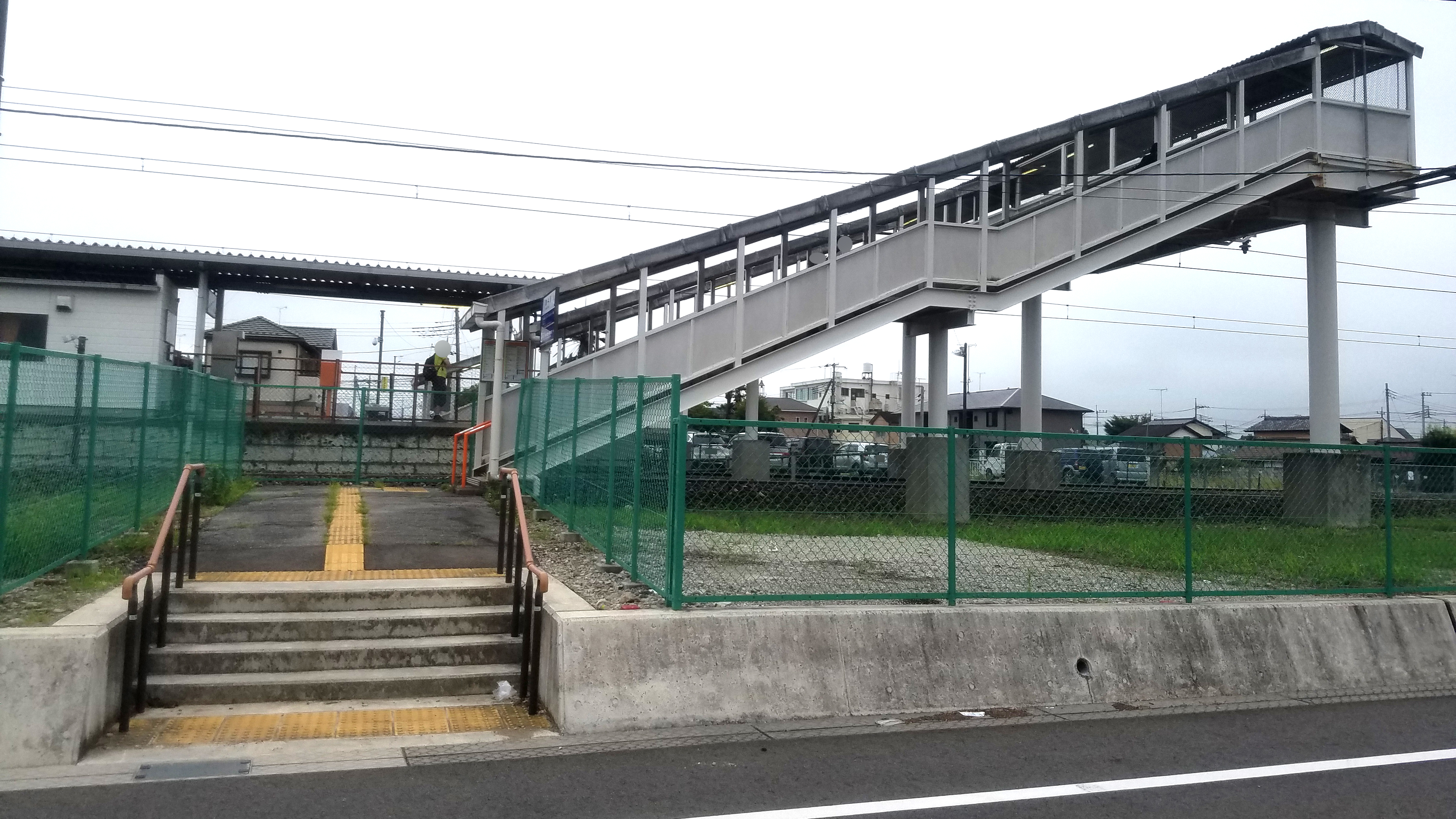
西口（2021年8月）

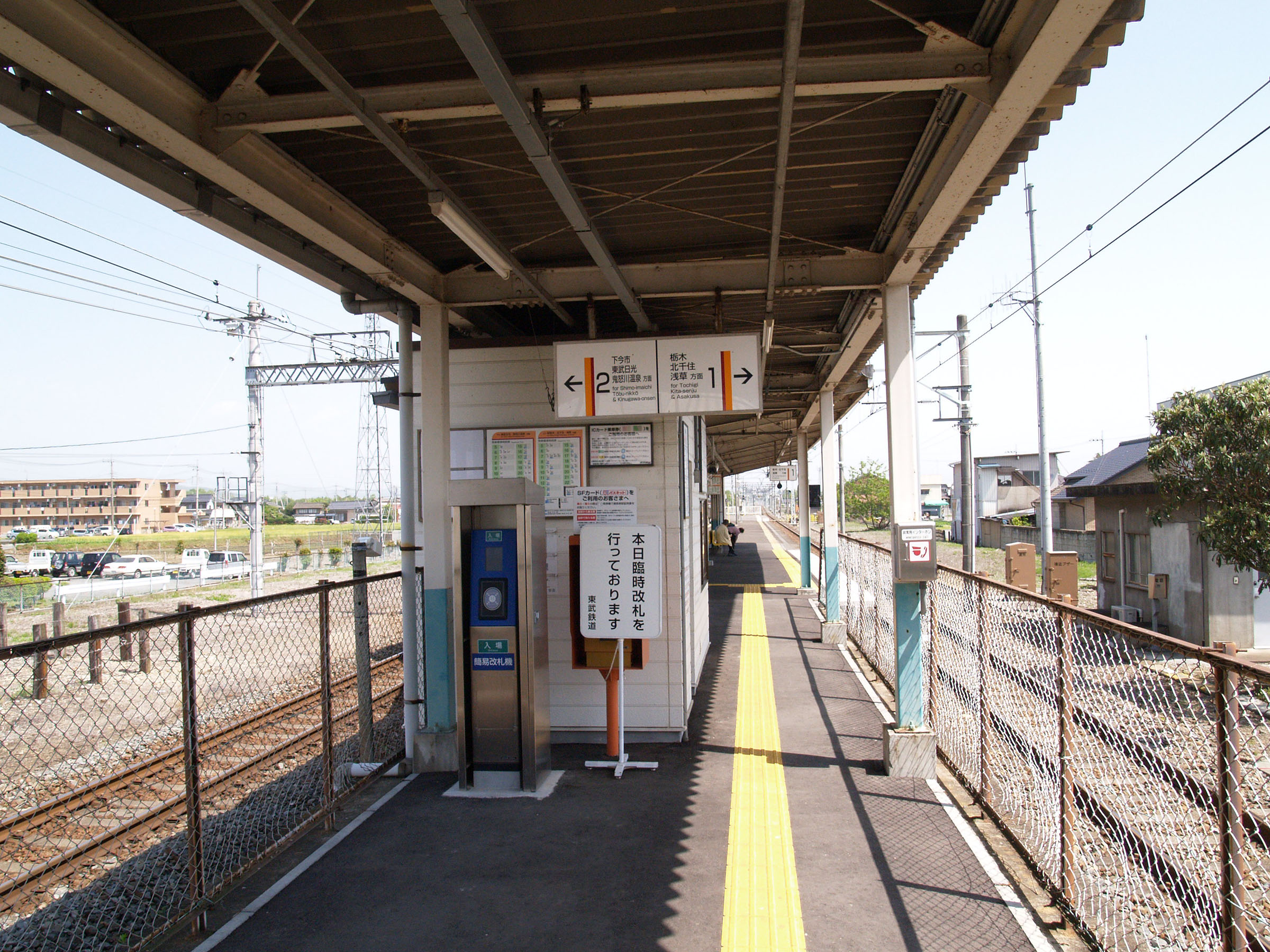
改札口（2011年5月）

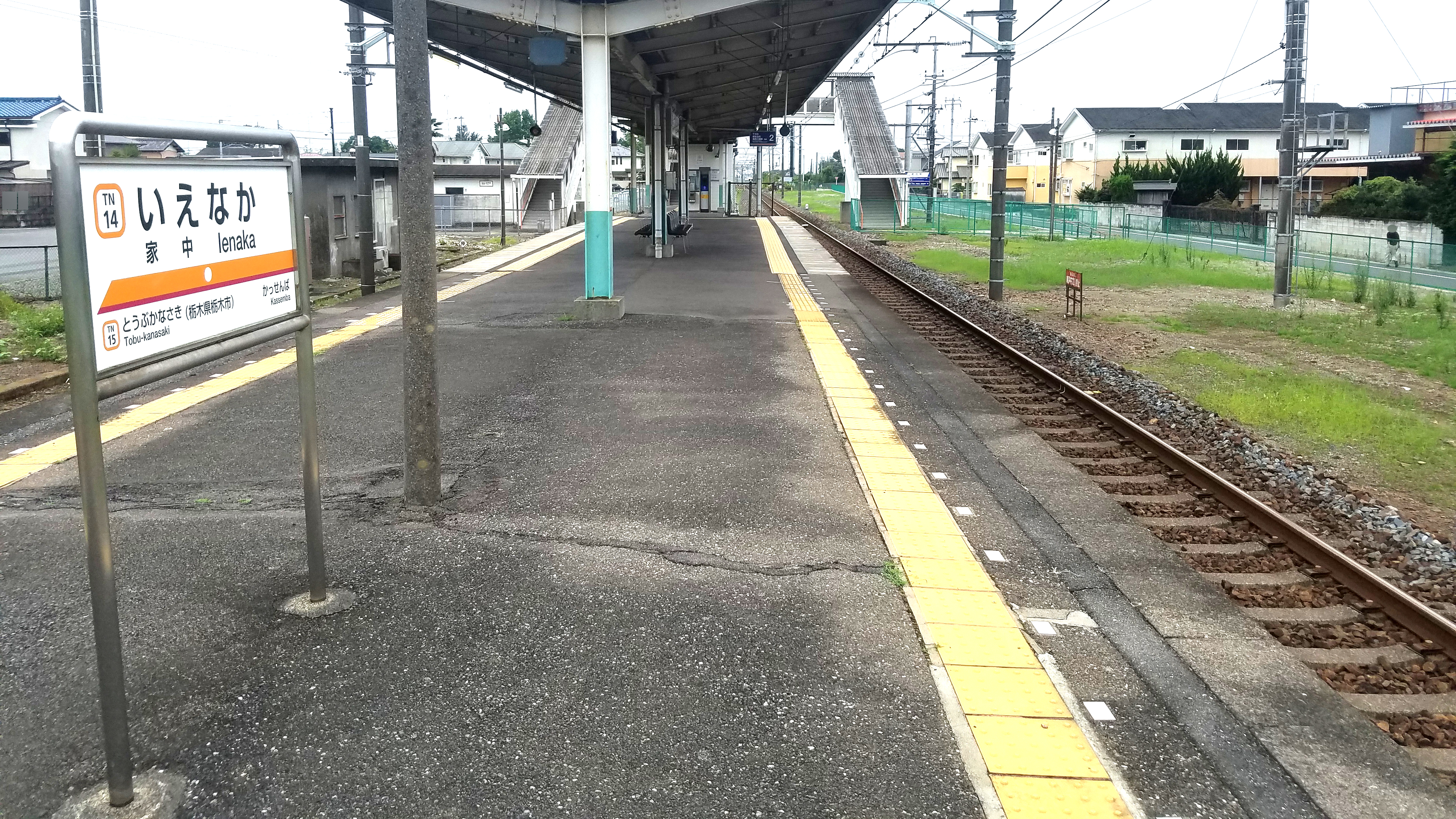
ホーム（2021年8月）

家中駅（いえなかえき）は、栃木県栃木市都賀町家中にある東武鉄道日光線の駅である。駅番号はTN 14。

## 歴史
- 1929年（昭和4年）4月1日 - 杉戸駅（現・東武動物公園駅）から新鹿沼駅まで開通と同時に開業[1]。
- 1973年（昭和48年）9月1日 - 無人化、簡易委託開始。

## 駅構造
島式ホーム1面2線を有する地上駅。出入口は線路の東西にあり、ホームとは跨線橋により連絡している。東口にあった旧駅舎は解体され、新たにホーム南端付近に駅舎および臨時窓口が設置された。
無人駅である。なお以前は簡易委託駅だった。

### のりば
| 番線 | 路線   | 方向 | 行先                                                                                   |
| ---- | ------ | ---- | -------------------------------------------------------------------------------------- |
| 1    | 日光線 | 上り | 新栃木・東武動物公園・ 東武スカイツリーライン 北千住・とうきょうスカイツリー・浅草方面 |
| 2    | 日光線 | 下り | 下今市・東武日光・ 鬼怒川線 鬼怒川温泉方面                                             |

- 上記の路線名は旅客案内上の名称（「東武スカイツリーライン」は愛称）で表記している。

## 利用状況
2024年度の1日平均乗降人員は344人である。
近年の1日平均乗降人員の推移は下表の通り。
| 年度               | 1日平均 乗降人員 | 出典       |
| ------------------ | ---------------- | ---------- |
| 2000年（平成12年） | 515              |            |
| 2001年（平成13年） | 440              |            |
| 2002年（平成14年） | 435              |            |
| 2003年（平成15年） | 417              |            |
| 2004年（平成16年） | 426              |            |
| 2005年（平成17年） | 422              |            |
| 2006年（平成18年） | 414              |            |
| 2007年（平成19年） | 432              |            |
| 2008年（平成20年） | 446              |            |
| 2009年（平成21年） | 453              |            |
| 2010年（平成22年） | 422              |            |
| 2011年（平成23年） | 400              |            |
| 2012年（平成24年） | 398              |            |
| 2013年（平成25年） | 412              |            |
| 2014年（平成26年） | 401              |            |
| 2015年（平成27年） | 435              |            |
| 2016年（平成28年） | 427              |            |
| 2017年（平成29年） | 445              |            |
| 2018年（平成30年） | 417              |            |
| 2019年（令和元年） | 425              |            |
| 2020年（令和02年） | 350              | [ 東武 3 ] |
| 2021年（令和03年） | 373              | [ 東武 4 ] |
| 2022年（令和04年） | 358              | [ 東武 5 ] |
| 2023年（令和05年） | 337              | [ 東武 6 ] |
| 2024年（令和06年） | 344              | [ 東武 1 ] |

## 駅周辺

### 東口
- 栃木市役所都賀総合支所（旧・都賀町役場）
- 栃木市立家中小学校
- 家中郵便局
- 栃木信用金庫都賀支店
- 足利銀行都賀支店
- 北関東自動車道 都賀IC
- 栃木県道221号国谷家中停車場線
- ふれあいバス「家中駅前」停留所 - 金崎線
- アバンセ 都賀店

### 西口
- 栃木市立都賀中学校
- 栃木市都賀図書館
- 栃木市都賀文化会館（ハートホール）

## 隣の駅
東武鉄道
 日光線
■急行
通過
■普通
合戦場駅 (TN 13) - 家中駅 (TN 14) - 東武金崎駅 (TN 15)